# Теона Кумсіашвілі
Теона Кумсіашвілі (груз. თეონა ქუმსიაშვილი; 27 січня 1984 смт Сіоні, Мцхета-Мтіанеті, Грузія — 22 липня 2010 ущелина Муцо, Грузія) — грузинська поетеса, композитор та співачка пісень регіону Пшав-Хевсуреті, що на північному сході Грузії. За унікальний тембр голосу та манеру виконання Теону прозвали «гірським соловейком Грузії».

## Біографія
27.01.1984 — народилась в день святої Ніно у смт Сіоні.
2007—2010 роки — брала участь у фольклорних фестивалях Грузії «Хевсурський вечір» (груз. ხევსურული საღამო) та «АртГен» (груз. არტ-გენი). Також влітку 2007 року, разом з ансамблем «Шавнабада» виступала на фестивалі у Туреччині.
22 липня 2010 — потрапила в автомобільну катастрофу, в наслідку якої загинула разом із своїми дітьми, сестрою та родиною друзів. Чоловік та брат співачки вижили. Аварія сталась увечері: машина, що рухалась на великій швидкості, впала у ріку Аргун, тіла 2 дітей досі не знайдено.

## Дискографія
Встигла записати лише 2 альбоми як авторських, так і народних пісень:
- 2005 — «პირიმზე», разом з ансамблем «Пшавлебі» (груз."ფშავლები");
- 2009 — «მარტო სიმღერით გითხარ ამდენი სიყვარული»

## Родина
Чоловік — відомий в Грузії хевсурський поет — Гела Даіаурі. Подружжя мало 2 синів — Деметре (08.07.2008) та Джарджі (30.09.2009)
Щороку 27 січня відбувається вечір пам'яті Теони Кумсіашвілі, організатором якого є чоловік співачки.